# Centropogon erianthus
Centropogon erianthus là loài thực vật có hoa trong họ Hoa chuông. Loài này được (Benth.) Benth. & Hook.f. ex Drake mô tả khoa học đầu tiên năm 1889.